# Junior Caldera
Pour les articles homonymes, voir Caldera.
Junior Caldera est un DJ, producteur, remixeur français. Connu grâce à ses tubes Sleeping Satellite, The Way, What You Get, Can't Fight This Feeling et A Little Bit More. Il a été un des DJs résident de Party Fun, émission de Fun Radio et deviendra par la suite DJ résident sur NRJ.

## Actualité
Junior Caldera se produit en France dans les radios, dans les chaînes de télévision musicale et dans les clubs depuis sa reprise de la chanson de Tasmin Archer Sleeping Satellite. 
Il est également l'auteur du remix en 2006 du titre d'Alain Souchon Putain ça penche (album La Vie Théodore, 2005) et celui des Magic System Zouglou Dance (Joie de vivre) devenu la version officielle.
À partir de mars 2010, le single de Junior Caldera Can't Fight This Feeling est diffusé sur Fun Radio, NRJ, FG DJ Radio, Radio Scoop...
Il collabore par la suite avec des artistes tels que Far East Movement & Natalia Kills sur son single Lights Out (Go Crazy) qui figure également sur l'album Dirty Bass des Far East Movement ainsi que Kardinal Offishall sur le single It's On Tonight.
Il est aussi le compositeur du titre Zoomer du duo Les Jumo en 2009. En 2013, il compose La vie du bon côté de l'artiste Keen'V qui deviendra  double disque de platine.

## Discographie

### Single
| Titre                                                           | Année | FRA |
| --------------------------------------------------------------- | ----- | --- |
| Black Mamba                                                     | 2005  | -   |
| Sexy                                                            | 2007  | -   |
| Feel It (feat. Vika Kova)                                       | 2007  | -   |
| Sleeping Satellite (feat. Audrey Lavergne)                      | 2008  | 37  |
| The Way (feat. Elan)                                            | 2009  | 22  |
| What You Get (feat. Billy Bryan)                                | 2009  | 14  |
| Can't Fight This Feeling (feat. Sophie Ellis-Bextor)            | 2010  | 13  |
| A Little Bit More (feat. Keely Pressly)                         | 2010  | -   |
| (It Is) Blasphemy (feat. Jack Strify)                           | 2011  | -   |
| It's On Tonight (avec Nite Runner feat. Kardinal Offishall)     | 2011  | -   |
| Lights Out (Go Crazy) (feat. Natalia Kills & Far East Movement) | 2012  | -   |
| Pressure Cooker (avec Nicola Fasano & Ken Roll)                 | 2017  | -   |
| I Don't Wanna Know (avec Ken Roll)                              | 2020  | -   |